# Bariumplatinid
Bariumplatinid, genauer Bariummonoplatinid, BaPt, ist ein Salz des Bariums mit dem ungewöhnlichen Pt−-Ion. 
Außer Bariummonoplatinid existieren ein Dibariumplatinid (Ba2Pt, CAS-Nr. 848411-12-1) und ein Tribariumdiplatinid (Ba3Pt2, CAS-Nr. 861260-06-2).

## Gewinnung und Darstellung
Bariumplatinid kann durch Reaktion von Barium und Platin bei etwa 1000 °C unter einer Argonatmosphäre gewonnen werden.

## Eigenschaften
Die Struktur von Bariumplatinid ähnelt der von Nickelarsenid mit der Raumgruppe P63/mmc (Raumgruppen-Nr. 194), ist aber durch Bildung von Pt–Pt-Bindungen entlang der c-Achse stark komprimiert. Der Bindungslänge zwischen den Platin-Atomen beträgt 271 pm. Das Barium gibt ein Valenzelektron an das Platin ab, die Verbindung ist also als (Ba2+)(Pt−)·e− zu formulieren. Bariumplatinid gilt als erstes Beispiel einer Zintl-Phase, in welchem die polyatomare Struktur durch ein Übergangselement etabliert wird.